# Эпиглотто-фарингальные согласные
Эпиглотто-фарингальные согласные — это впервые обнаруженный в 1995 году тип согласных, артикулируемых при помощи надгортанника около задней стенки глотки. Они отличаются от фарингальных, при произнесении которых корень языка касается задней стенки глотки, и от эпиглоттальных, произносимых при контакте черплонадгортанных складок и надгортанника.
Эпиглотто-фарингальные согласные были отмечены (и засняты) в одном языке − амисском (один из тайваньских языков), имеющем нераскрываемый взрывной и фрикатив в качестве аллофонов эпиглоттальных в конце фраз. В МФА нет специальной для отличения таких звуков от эпиглоттальных; открыватели использовали собственные специальные обозначения и не вполне верные ⟨ʕ͡ʡ⟩ и ⟨ʜ͡ħ⟩ (фарингальный+эпиглоттальный).
Считается также, что эти согласные имеют место в Цезском языке юго-западного Дагестана.